# Знаменська церква (Дубровиці)
Знаменська церква (Дубровиці) — парафіяльний храм Подольської єпархії Російської православної церкви. Храм розташований у селищі Дубровиці міського округу Подольськ Московської області Росії, приблизно за 36 км від центру Москви. Храм є центральною частиною архітектурного ансамблю садиби Дубровиці, яка колись належала представникам дворянських сімей Морозових, Голіциних та Дмитрієвих-Мамонових. Головний престол храму освячено на честь ікони Божої Матері «Знамення». Настоятель - протоієрей Андрій Грицишин. Храм є пам'ятка сакральної архітектури Московії кінця 17 століття, перехідної доби від храмів так званого «наришкінського бароко» до новітніх схем і образів, що йшли з Західної Європи.

## Поселення в 17 столітті
У 1627—1628 роках ці землі належали боярину Івану Васильовичу Морозову. Маєток неподалік від річок Десни і Пахри почали розбудовувати після Смутних років. За сприяння володаря вибудували боярські хороми та дерев'яну церковку на честь Іллі Пророка .

## Замовник і молодий цар
1688 року садибу придбав вихователь царя Петра І — князь Борис Голіцин (1641—1714). Вельможа впав в немилість і його примусили перебратися в підмосковну садибу Дубровиці 1689 року. Складні стосунки з подорослішавшим царем спонукали володаря до виявів прихильності. Потроху він повертав свій престиж і отримав боярсто 1690 року . В подяку Богу за царський престол, який посів молодий цар, володар і створив кам'яний храм в садибі. Колишню дерев'яну Іллінську церкву розкатали на колоди і перевезли в село Лемешово .
Аби улестити царя, Голіцин наймає іноземців кількістю у сто осіб і розпочинає будівництво нового садибного храму за новітніми впливами, що йдуть від Західної Європи і що так подобаються молодому монарху. Запрошення іноземних майстрів — не новина в 17 столітті . Частка їх працювала вже за царя Івана Грозного. Низка майстрів працювала і при дворі батька Петра — від військових офіцерів і інженерів до другорядних художників-портретистів і садівників.

## Виконавці

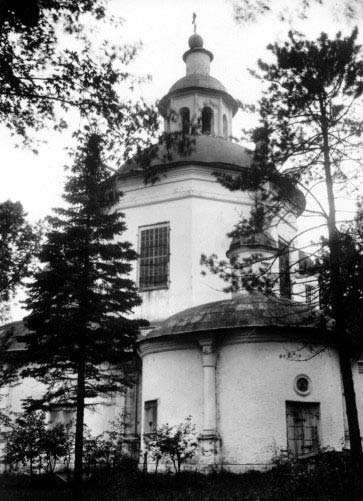
Успенська церква в с. Петрово-Дальнє. Збудована князем Прозоровським — родичем князів Голіциних.

На архітектурні форми храму безсумнівно вплинуло тогочасне сакральне будівництво в Росії. В 1689 р., за рік до побудови дубровицького храму, був освячений собор Петра Митрополита у Високопетровському монастирі столиці — в присутності царів та замовників — Наталії та Льва Наришкіних. Стара восьмипелюсткова гранчаста ротонда, збудована ще Алевізом Новим в 1514 р. отримала пишний «наришкінський» декор. А ще раніше, в 1688 р., був освячений ще один нетиповий для московської архітектури храм — Успенська церква села Петрово-Дальнє, побудована, ймовірно, іноземцями. Цей храм не зберігся до нашого часу, оскільки був знищений більшовиками. Це була гранчаста ротонда на чотирьохпелюстковій основі. Кожна пелюстка була тридільною. Замовник храму в Петрово — князь Петро Іванович Прозоровський — був родичем князя Бориса Голіцина, тому останній безсумнівно мав час і бажання ознайомитись з диковинною архітектурою.
В ті часи як раз будувались ротондальні храми, такі як:
- Церква Спаса Нерукотворного у Волинському (Московська область). 1699—1703. Збудована царевичем Іваном Васильовичем Сибірським-Касимовським. Знищена більшовиками. Гранчаста ротонда на восьмипелюстковій основі.
- Церква Знаменської ікони в Перово (нині Москва) 1699—1704. Збудована князем Петром Олексійовичем Голіциним — рідним братом замовника дубровицької церкви. Гранчаста ротонда на восьмипелюстковій основі.
- Церква Миколи Чудотворця в Руднєво (Тульська область). Початок 18 ст. Збудована поміщиком Іваном Степановичем Ігнатьєвим. Це теж гранчаста ротонда на восьмипелюстковій основі, проте декор тяжіє вже до петровського бароко.
- Церква Тихвинської ікони в Сухоломі (Володимирська область). Кінець 17 ст. — 1704. Гранчаста ротонда на асиметричній семипелюстковій основі.

До них близький ще один храм:
- Церква Різдва Христового в Обідімо (Тульська область). Кінець 17 ст. Збудована Кирилом Олексійовичем Наришкіним. Основний об'єм храму — високий восьмерик на четверику, вписаний у широчезну ротондальну галерею. До церкви примикає шатрова дзвіниця.

Проте храм у Дубровицях перевершив своїх сучасників і попередників.
Є підстави вважати, що до будівництва вельможний володар запросив майстрів з італійської Швейцарії. Звідси деяка провінційність архітектурних форм і декору та запізніла стилістика маньєризму в суміші з рисами провінційного бароко. В переліку майстрів — Франц Людвиг Циглер, Алемано, Джованні Маріо Фонтана, Конрад Ан, Карло Феррара, П'єтро Антоніо Джеллі, Бернардо Скала, Едгард Кроузер, Конрад Оснер, Доменіко Руска та інші.

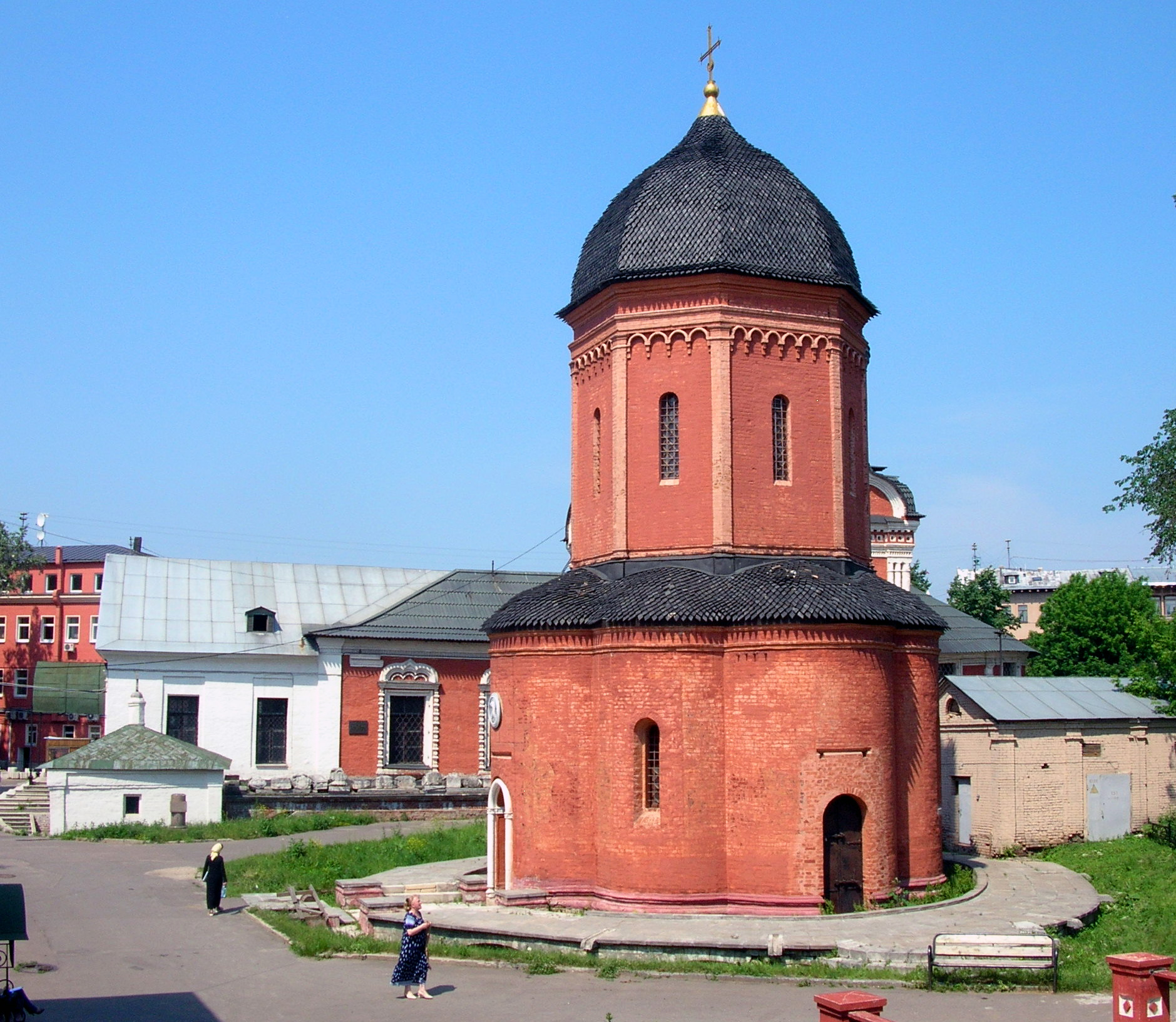
Собор Петра Митрополита Високопетровського монастиря Москви — колись родової усипальниці Наришкіних

## Етапи будівництва
Запрошення іноземних майстрів в кількості 100 осіб на побудову садибного, а не столичного храму — дещо нова практика, яку дозволити собі могла лише надто впливова особа, наближена до царя. Автор проекту залишився невідомим . Ймовірно, до проектного рішення мали відношення декілька осіб, бо храм з нетиповим декором має поземний план, типовий для храмів так званого наришкінського бароко . Це чотири пелюстки храму з величним стовпом в центрі. Стовпчасті храми («церква під колоколи») — особливість московської архітектурної школи. Слід зазначити, що одночасно з дубровицьким храмом у стилі «наришкінського бароко» зводилися церкви-дзвіниці у Новодівочому, Високопетровському та Йосипо-Волоцькому монастирях.
Але галереї наришкінських храмів в Знаменській церкві збережені і доповнені незвичними, фігурними сходами, характернішими для світських палацових споруд доби європейського маньєризму. За висновками дослідників, на завершальному етапі перейшли до декору, який теж став незвичним. Мури нового храму прикрасили тесаними кам'яними брилами, обробленими в руст, і відмовились від тинькування і двоколірного стилю московських храмів.

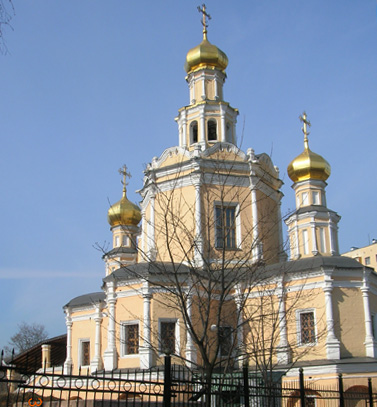
Церква Бориса й Гліба в Зюзіні, Москва.
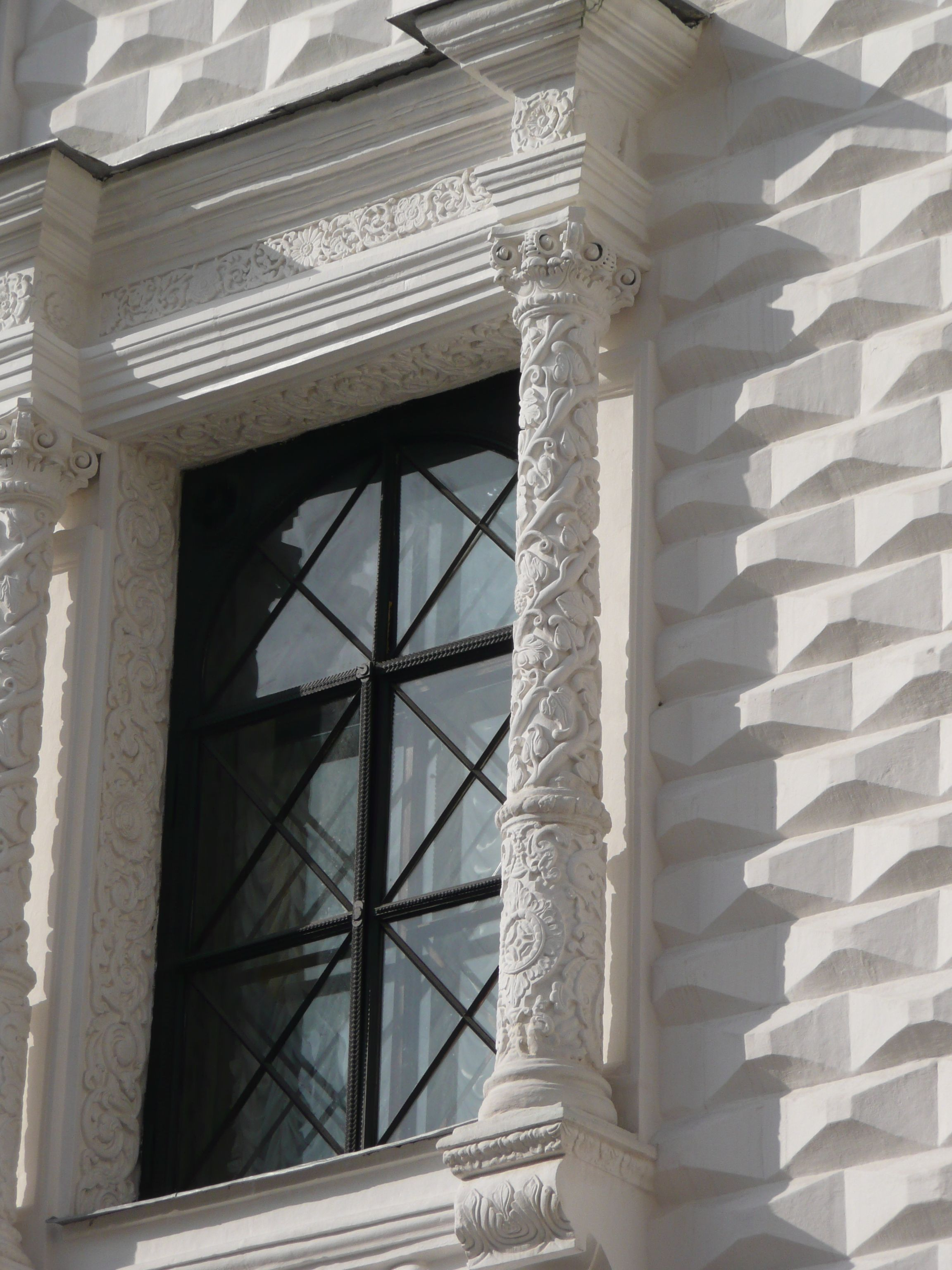
Руст Грановитої палати, московський Кремль.
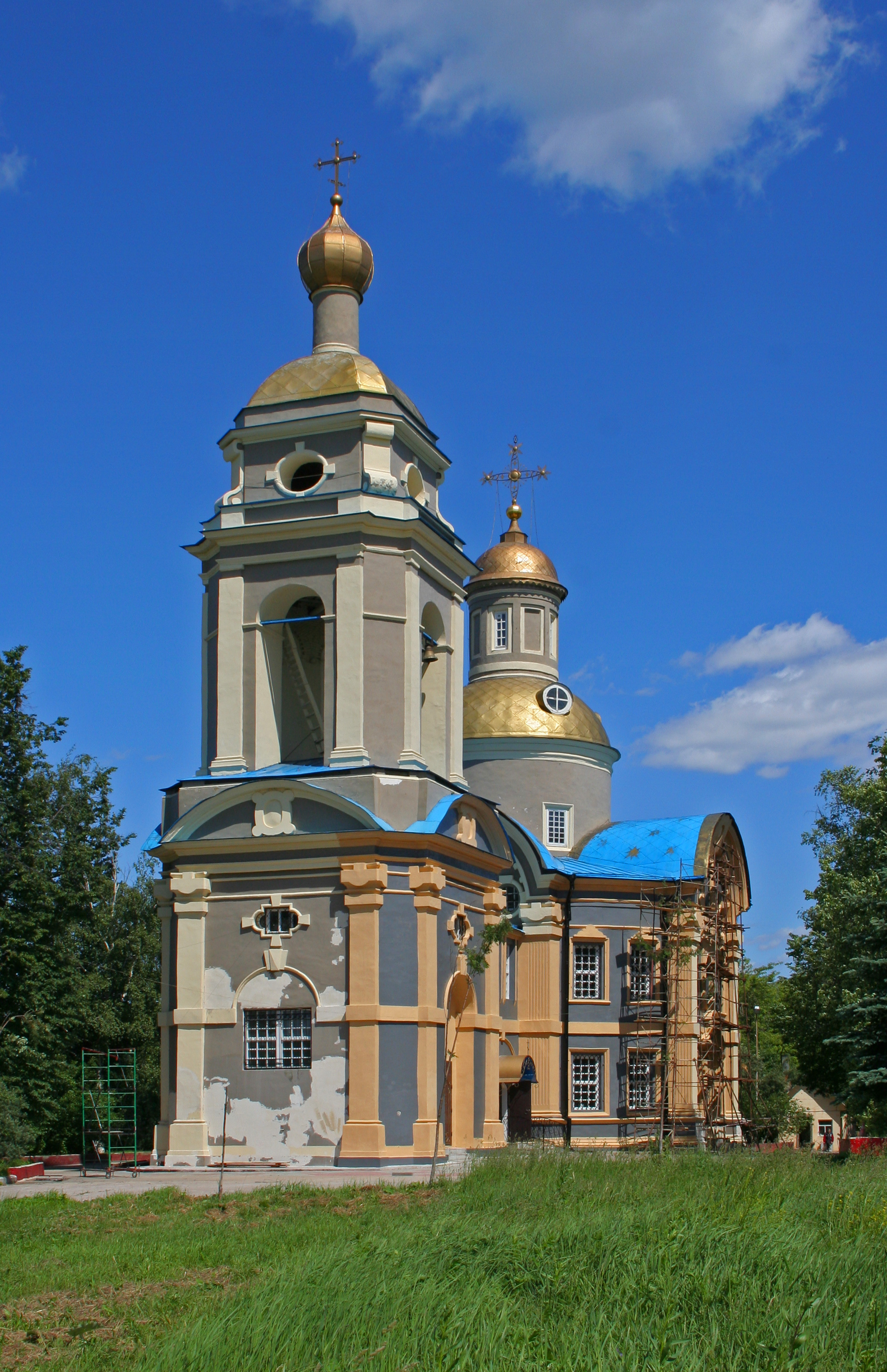
Церква Св. Миколая в селі Троєкурово, 1699-1704 рр.

Облицювальний матеріал подібного стилю відомий ще за часів великого князя Івана ІІІ, що запросив ломбардських майстрів на розбудову фортеці Кремль. Руст використано для облицювання Грановитої палати, де цар приймав іноземних дипломатів. Тепер в садибному будівництві руст використав боярин Голіцин, що планував приймати в садибі царя. Рустом вкриті навіть колони на фасадах, що теж йшло від стилістики європейського маньєризму. Нехарактерним для православних храмів було і рясне використання тесаних з каменю рельєфів і скульптур, що прикрасили парапети, обрамлення вікон і карнизи. Ще несподіванішою була комбінація звичного іконостасу та скульптурного декору в інтер'єрі храму, доповненого написами латиною .
Готовий храм простояв майже п'ять років, чекаючи візиту царя на церемонію освяти. Цар прибув 11 лютого 1704 року, храм освятив митрополит Стефан Яворський . Церкву освятили на честь новгородської ікони Знаменія Пресвятої Богородиці, що символізувала примирення (цього разу примирення царя з боярином, що втрачав прихильність царського двору).

## Опис храму

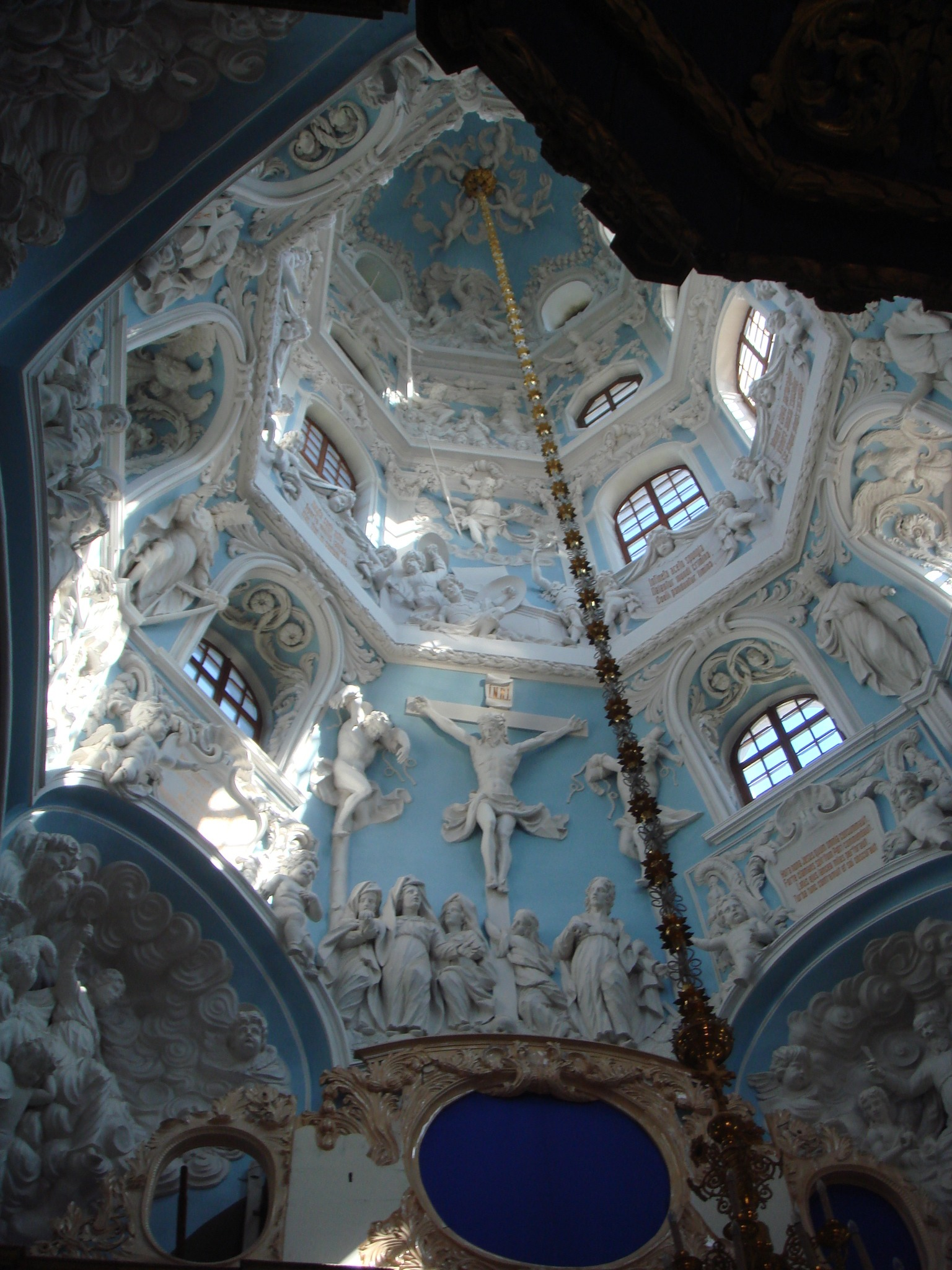
Інтер'єр Знаменської церкви — ліплені рельєфи з біблійними сюжетами

Прагнення до геометричності, симетрії («регулярності» за термінологією тої доби) обумовило симетрію поземного плану Знаменської церкви. Це чотири пелюстки з вежею — восьмериком на четверику. Регулярність храму підкреслена навіть створенням фігурних сходів з боку вівтаря, чого зазвичай не робили. Окрім рясного скульптурного декору храму, звертали увагу на низький купол центральної вежі, додатково прикрашений наскрізною короною. Подібні маківки нагадували про мученицький вінець Христа, а в цьому випадку водночас про вінець царський. Наскрізні завершення відомі з європейського середньовіччя і мали поширення на католицьких храмах в добу бароко. Подібне завершення мають — 
- церква в Тіллінгтоні
- Собор в Едінбурзі, Шотландія
- Протестантська церква святого Баво (Харлем), Голландія
- церква Сан Мігель у місті Херес-де-лос-Кабальєрос, Іспанія.

Інтер'єр храму рясно прикрашають ліплені рельєфи з біблійними сюжетами. Вони ярусами піднімаються вгору, як і напівциркульні вікна, межуючи з рясними орнаментами. Тиньковані стіни інтер'єру — сині, що підкреслює білі рельєфи. Серед сюжетів — «Шлях на Голгофу», «Розп'яття», «Покладання у гроб», «Воскресіння Христове». Від використання стінописів — відмовились .
В невеликому просторі храму — вівтар і дерев'яні хори для вельможних гостей і володаря. Колись пофарбовані в біле, хори з рясним декором справляли враження розкішного мережива. У 19 столітті їх визолотили. Відвідувачів дивували і численні написи латиною, які вивчала пані Кувшинська І. В.  Вона і довела, що ті взяті з західноєвропейських видань приватної бібліотеки Голіцина — Біблії Піскатора, французького часослова, адже боярин знав латину. В 19 столітті написи поздирали і замінили на кириличні. Під час останньої реставрації інтер'єрів — історичну латину написів відновили .

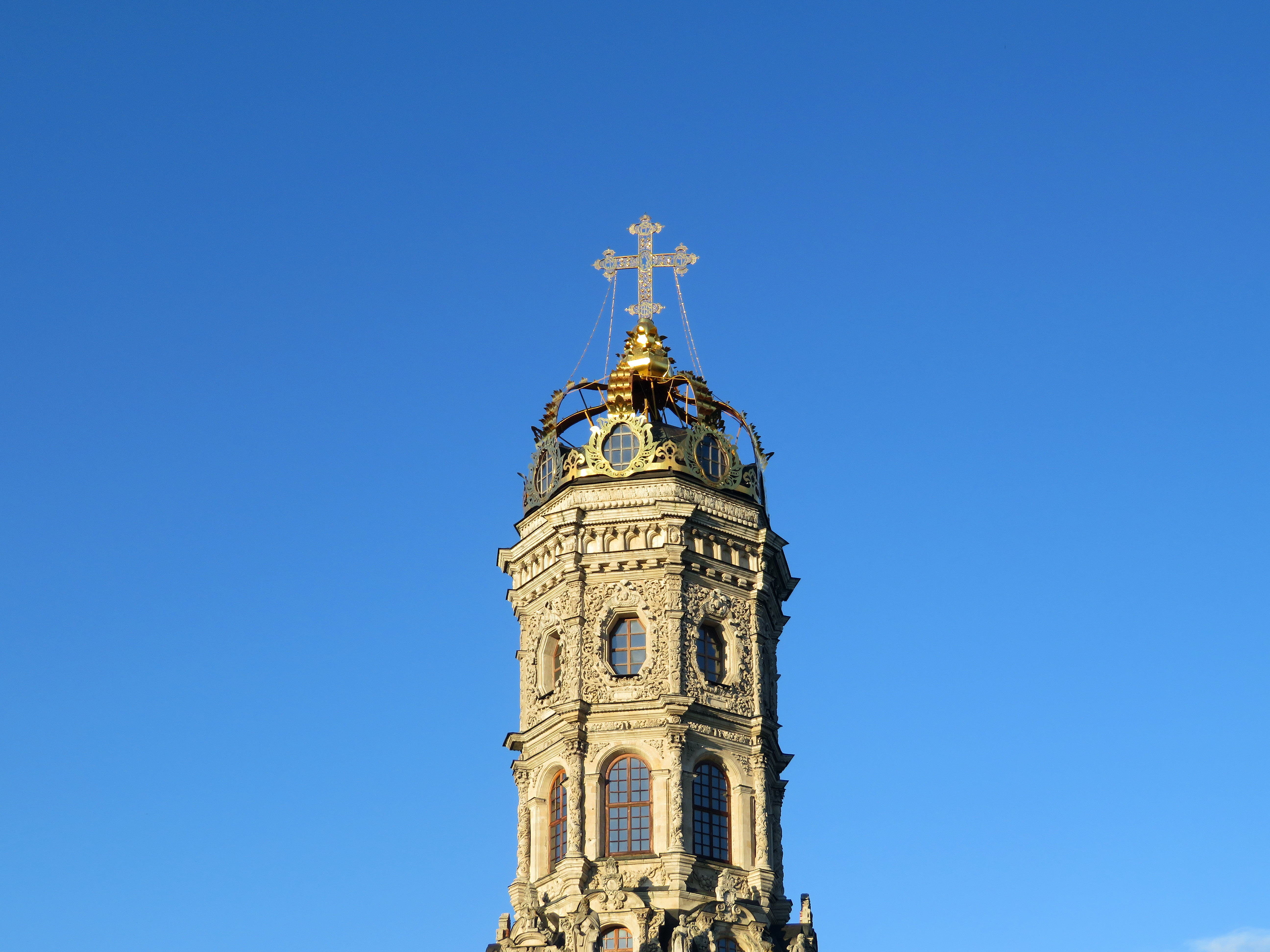
Центральна вежа з короною
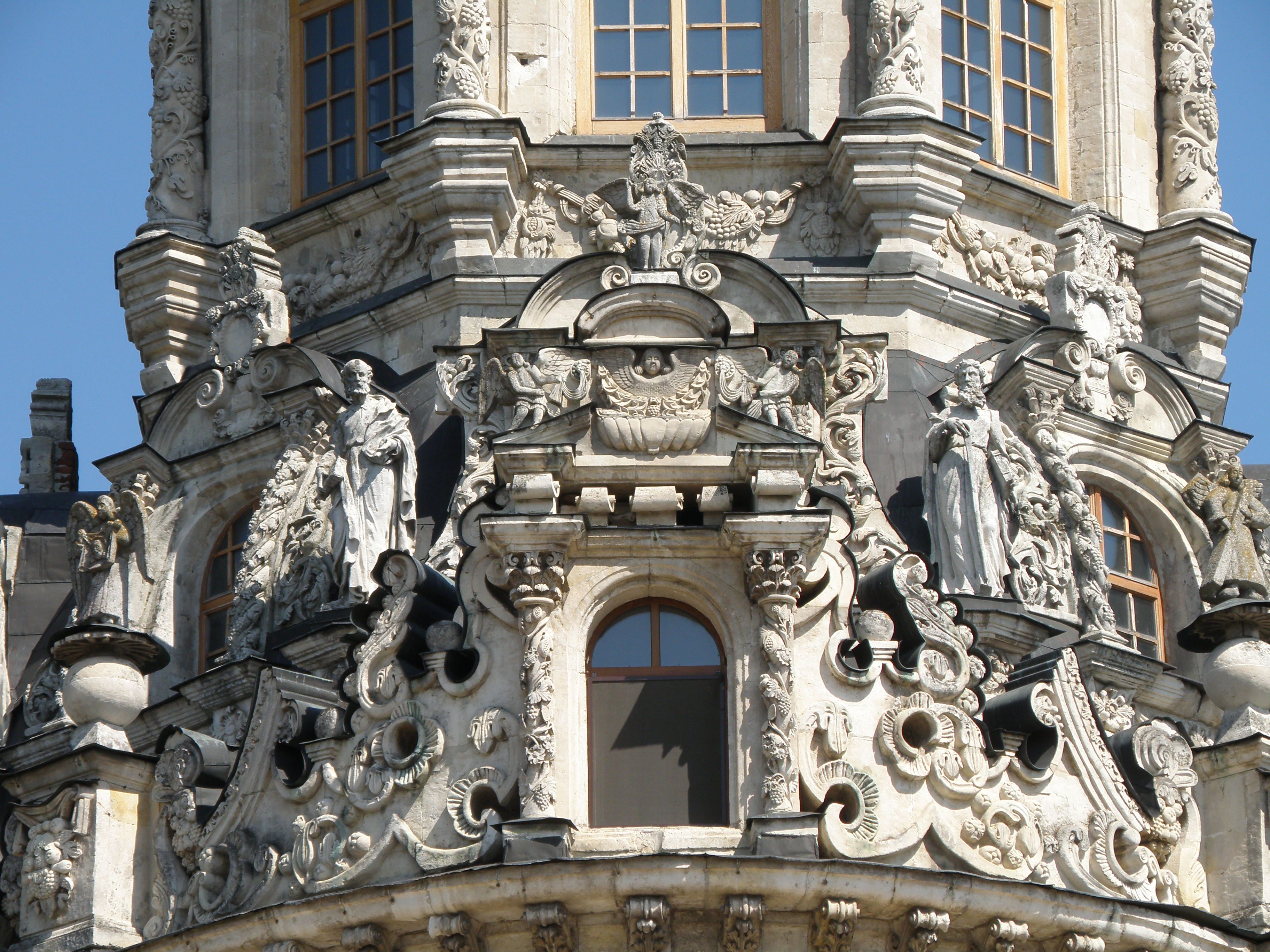
Напівциркульні вікна
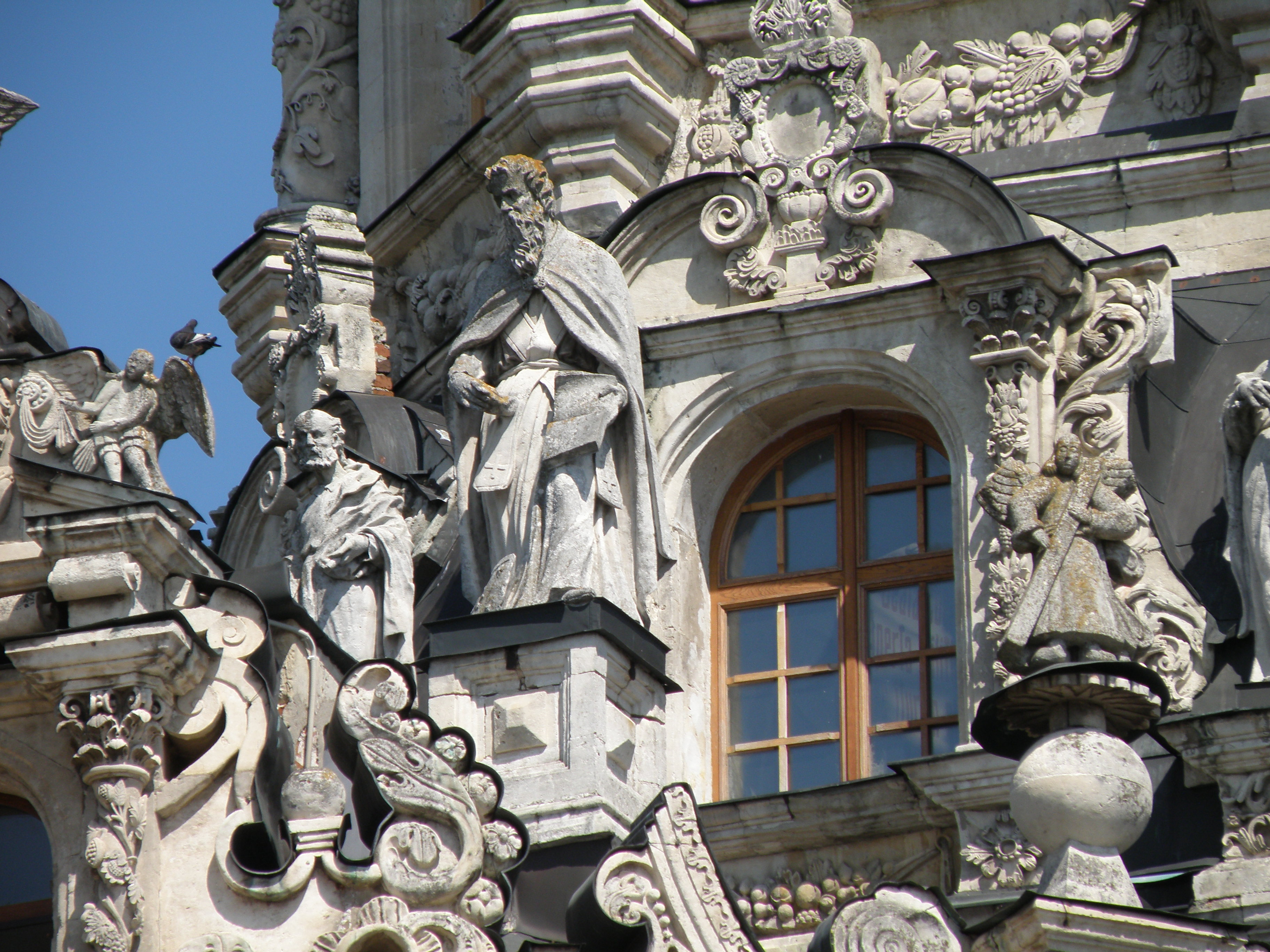
Скульптурний декор храму
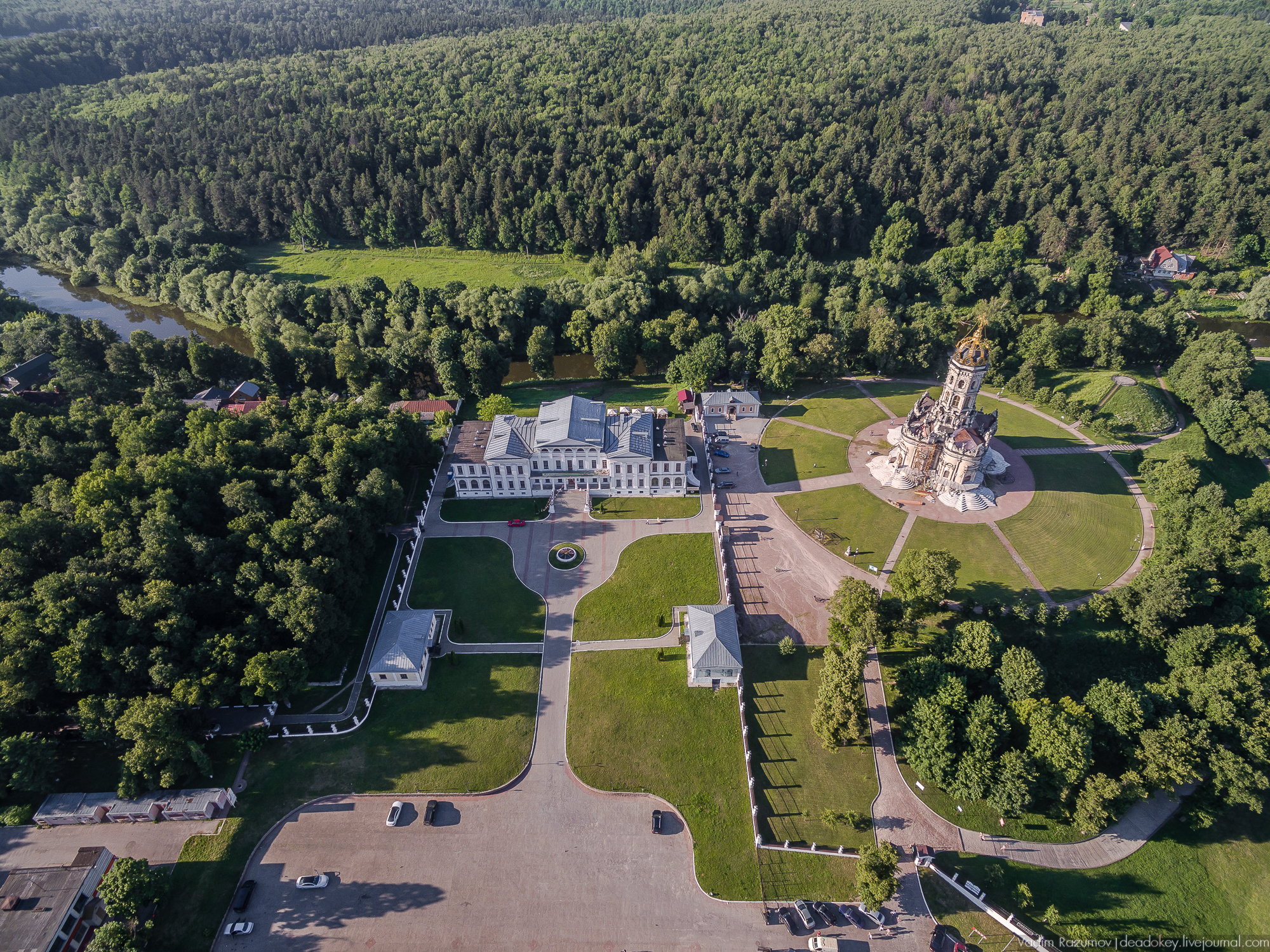
Головний вхід

## Знаменська церква в 20 ст

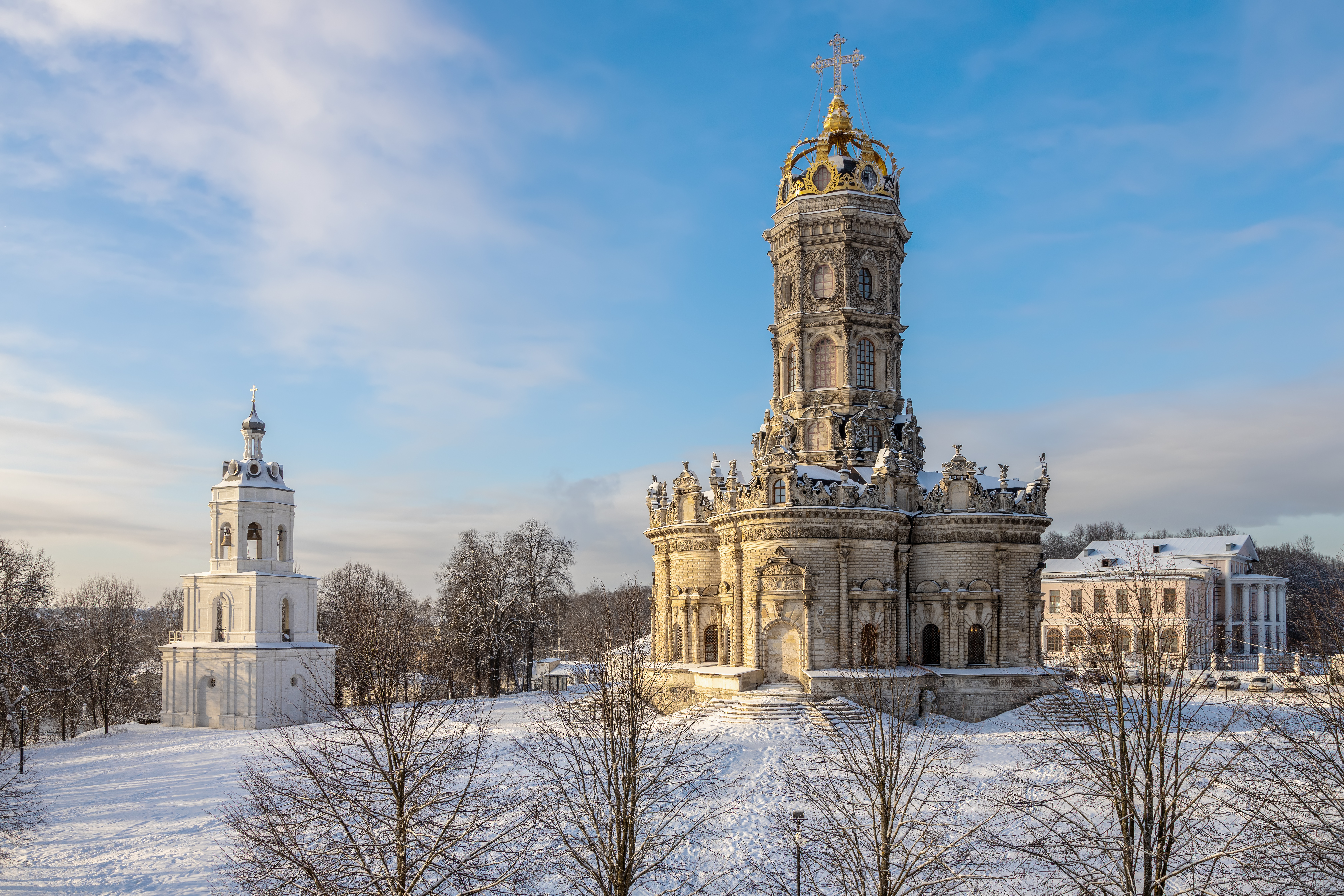
Знаменська церква — вигляд зі східного (вівтарного) боку

Сільська церква ніколи не була обділена увагою. Перші замальовки її незвичного об'єму створив Погорельський I. В. ще 1697 року . Мистецтвознавець Грабарь І. Е. приписав створення незвичного храму виконробу Зарудному Івану Петровичу, що будував Меншикову О. Д. вежу в Німецькій слободі Москви. Але архіви цього не підтвердили. Храм між тим жив власним життям .
На початку 20 ст. при ньому працювала трирічна церковно-приходська школа та прихисток убогих на дев'ять осіб . Після більшовицького перевороту 1917 року — церкву перетворили на історико-побутовий музей. У лютому 1927 уряд ухвалив рішення ліквідувати музей, експонати якого перевезли до Москви в Донський монастир та садибу Царицино. 1929 року храм зачинено, а окремо розташовану дзвіницю висаджено в повітря… В садибі Мамонова, на території якої стоїть Знаменська церква, запрацював Дослідницький інститут тваринництва (ВИЖ), що використовував господарські флігелі і приміщення садиби . Це уберегло садибний комплекс і церкву від руйнацій.
У жовтні 1989 року в селищі запрацювала релігійна громада, що вимагала повернути собі зачинений храм, розпочалися збори коштів на його відновлення. 1 лютого 1990 року Подольський райвиконком передав церкву релігійній громаді . Церква і спершу була призначена лише для богослужінь влітку, тобто була «холодною». Громада створила нове опалення, а під храмом викопано підвальні приміщення для храмового використання.